# Cissus pteroclada
Cissus pteroclada är en vinväxtart som beskrevs av Bunzo Hayata. Cissus pteroclada ingår i släktet Cissus och familjen vinväxter. Inga underarter finns listade i Catalogue of Life.